# Collezione Mesdag

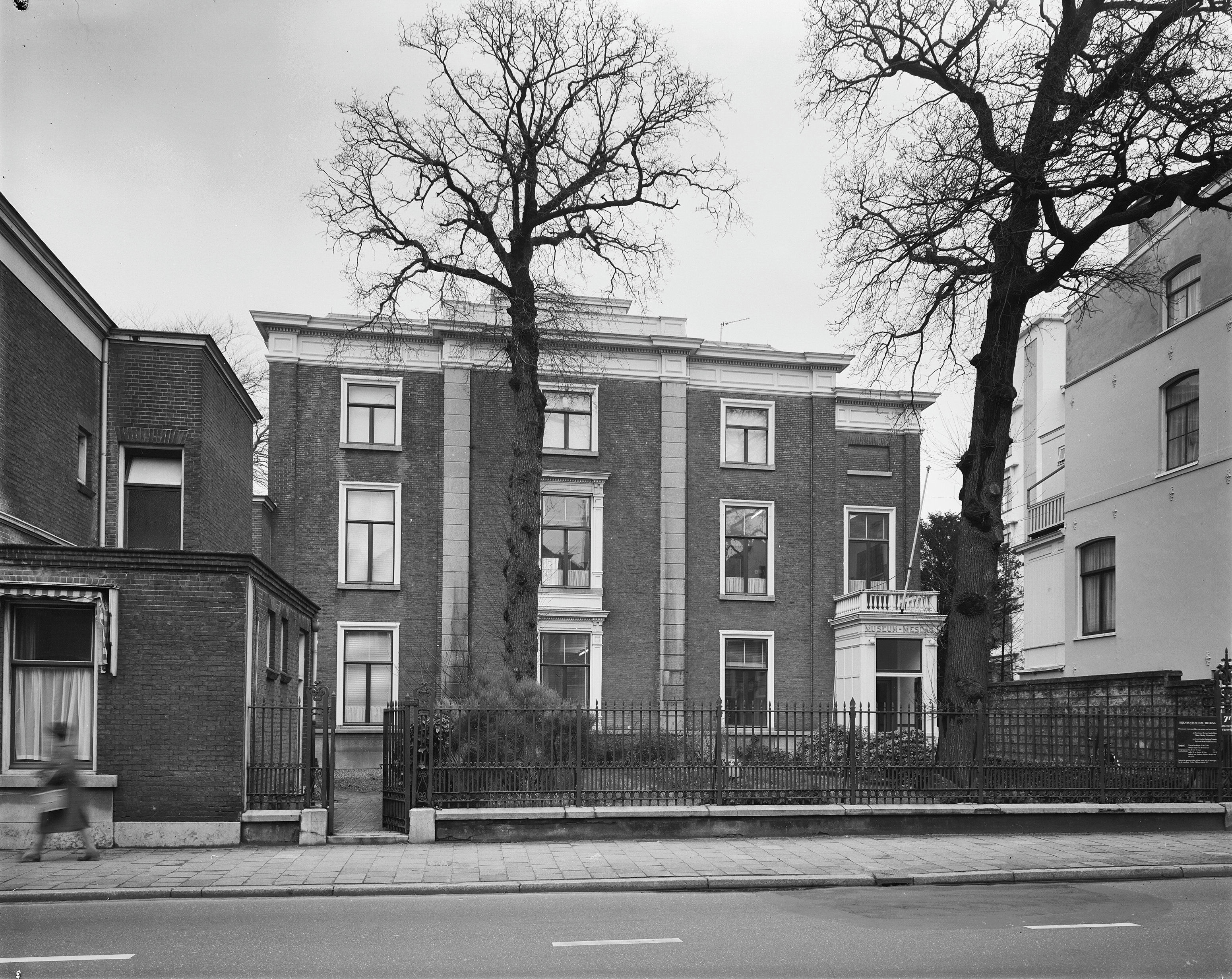
Collezione Mesdag
L'Aia

La Collezione Mesdag è un museo olandese d'arte varia situato a L'Aia.
Si trova in prossimità di quella che in passato è stata la casa del pittore olandese Hendrik Willem Mesdag ed espone oggetti d'arte che l'artista e sua moglie Sina van Houten hanno collezionato negli anni dal 1866 al 1903.
Il museo contiene dipinti della Scuola dell'Aia (Willem Roelofs e Anton Mauve, Alma Tadema e della Scuola di Barbizon (Théodore Rousseau, Jean-François Millet). Altri artisti francesi del XIX secolo sono Corot, Delacroix. Della Scuola veristica italiana vi sono molti dipinti di Antonio Mancini.
La collezione ospita anche una raccolta di oggetti, bronzi e ceramiche di varia provenienza.

## Galleria d'immagini

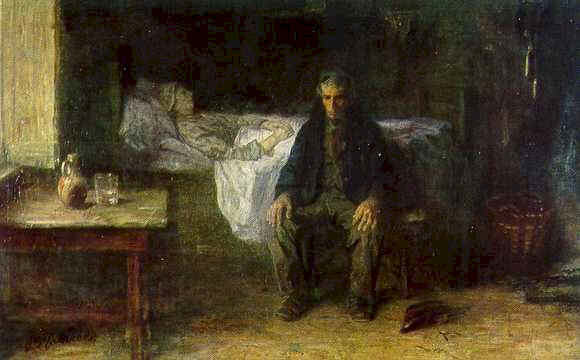
Jozef Israëls Solo al mondo 1880-81
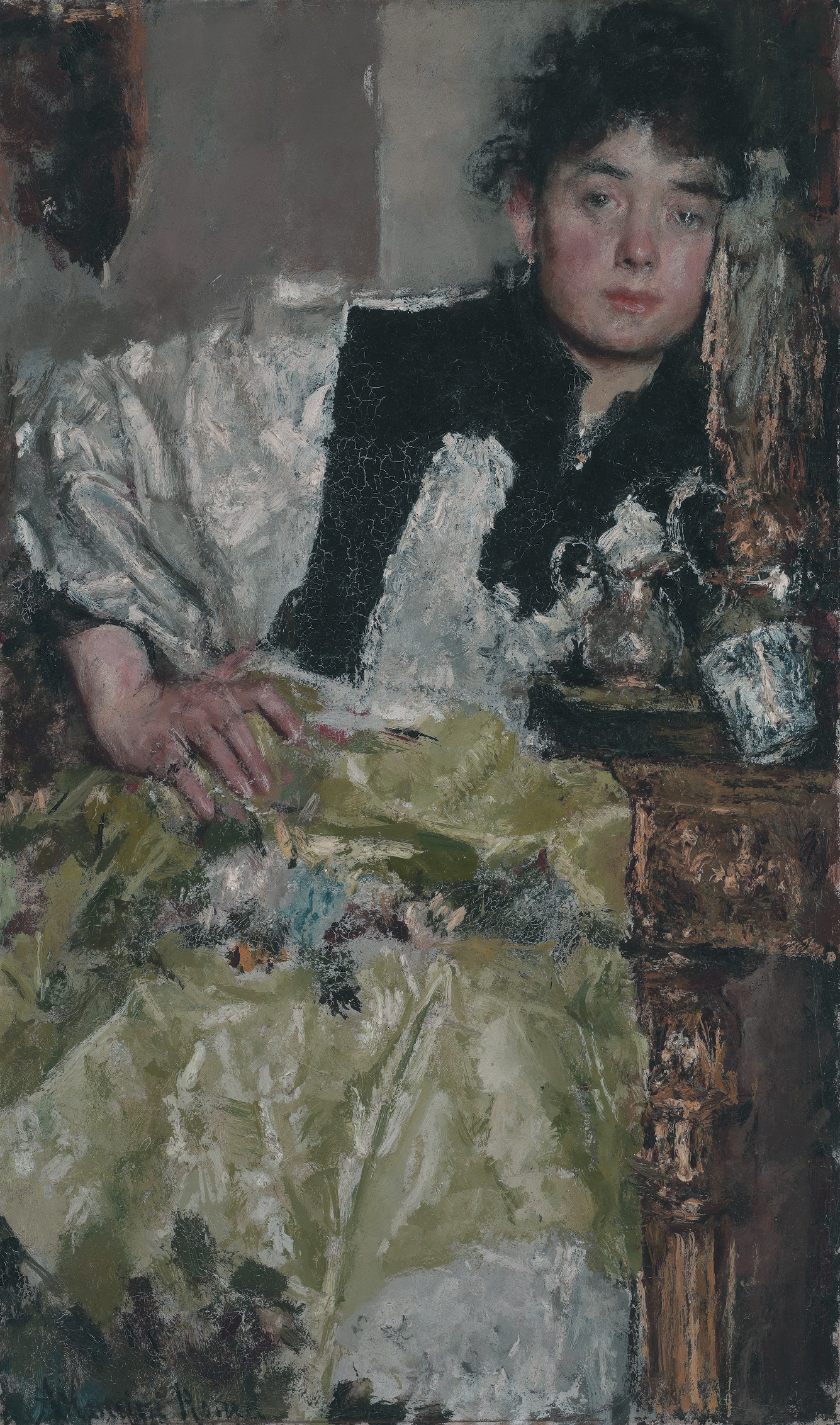
Antonio Mancini Persa nei suoi pensieri 1895-98
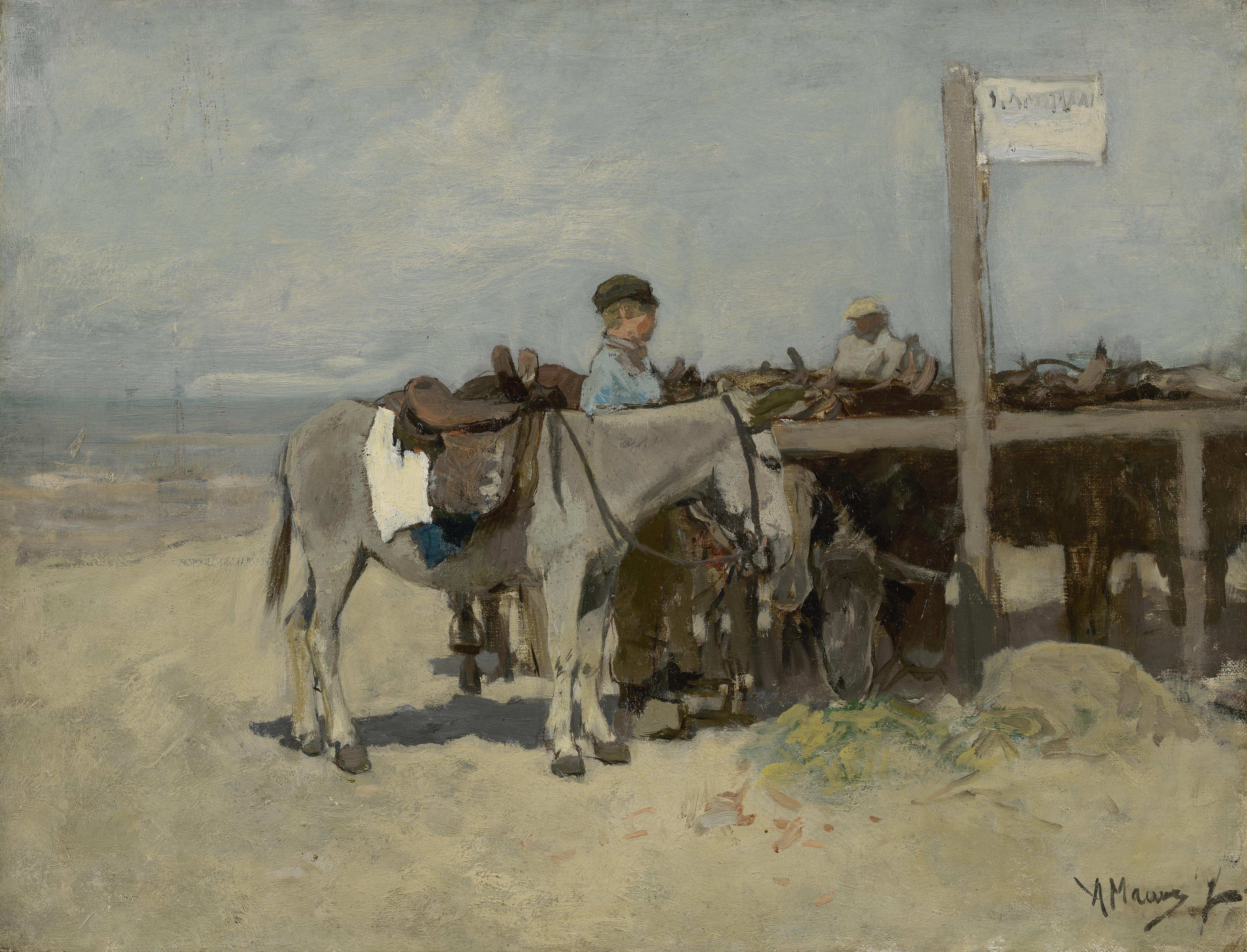
Anton Mauve Asino sulla spiaggia di Scheveningen 1876